# Na'arat haparvarim
Na'arat haparvarim è un film israeliano del 1979 diretto da George Obadiah e interpretato da una giovanissima Ofra Haza.

## Trama
Tre giovani e poveri amici, Avi, Chucho e Susita, conoscono Vered, una venditrice ambulante cieca. Tra i tre ragazzi e Vered, nasce una sincera amicizia e il desiderio di aiutare la giovane a guarire. L'operazione di cui Vered ha bisogno è troppo costosa per le misere finanze dei ragazzi, e due di essi (Avi e Chucho) decidono di derubare un usuraio. Avi e Chucho finiscono in prigione, mentre Susita (che non ha partecipato al furto), ha il compito di prendersi cura di Vered e farla operare.
Vered, riacquistata la vista con l'operazione, all'uscita dall'ospedale, corre ad abbracciare un tale credendo trattarsi di Susita, il quale, visto l'accaduto, si ritira senza farsi riconoscere.
La ragazza si fa accompagnare dal tipo (che si presenta come produttore discografico), a casa dei ragazzi. Pur non avendola mai vista riesce a riconoscerla ma la trova vuota.
Il produttore discografico conosciuto fuori dall'ospedale, dopo aver sottoposto Vered ad un provino, decide di investire su di lei, facendole studiare l'inglese e incidere delle canzoni.
Passano diversi mesi e Avi e Chucho escono dal carcere. I tre ragazzi hanno perso contatti con Vered, e Vered li ha persi con loro.
Un giorno tuttavia Avi riconosce Vered sulla copertina di un periodico e vengono a sapere di una sua esibizione al teatro di Gerusalemme. I tre amici ovviamente vanno al teatro, ma non hanno il coraggio di presentarsi.
Alla fine del concerto, tra i fan che le chiedono l'autografo, Vered sente la voce di Chucho, che, accortosi di essere stato riconosciuto, scappa via. Verded non perde tempo e lo insegue e all'uscita dal teatro nota tre ragazzi di spalle che si allontano.
Vered li chiama uno alla volta e corre loro incontro. I quattro amici sono nuovamente insieme.

## Colonna sonora
- I love You, interpretata da Vic Tabor
- Eynayim (Occhi), interpretata da Ofra Haza
- Tell Me Where My Friends Are, interpretata da Ofra Haza
- Ata Kore Li, interpretata da Ofra Haza

## Personaggi
- Vered venditrice ambulante di sigarette e cioccolata, è cieca in seguito ad un incidente, ma è dotata di una voce meravigliosa.
- Avi di professione attacchino sembra essere innamorato di Vered.
- Chucho imbianchino, è il buffone del gruppo.
- Susita possiede un carretto per la frutta. Non ha partecipato al furto ed accompagna Vered all'ospedale. Non ha poi il coraggio di farsi riconoscere dalla ragazza.